# Storia della psicoterapia
Della psicoterapia si potrebbe dire quanto si dice della psicologia stessa: ha una storia breve, ma un passato antico.

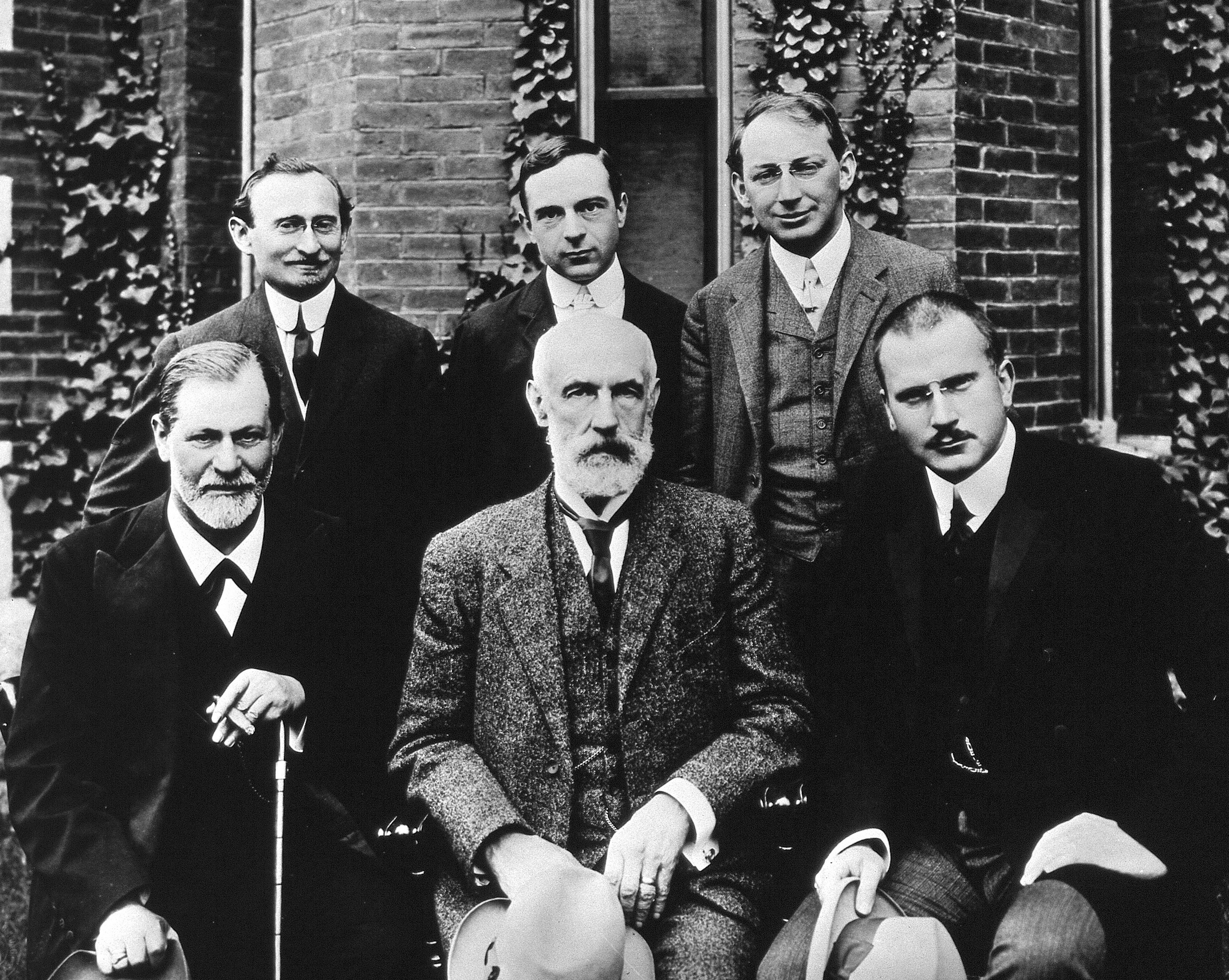
La psicoterapia psicodinamica europea incontra il funzionalismo statunitense nel celebre convegno della Clark University del 1909. Davanti, da sinistra: Sigmund Freud, Stanley Hall, C.G.Jung. Dietro, da sinistra: A.A. Brill, Ernest Jones, Sándor Ferenczi

## Descrizione

### Origini dellapsicoterapia: l'antichità
In effetti, il tema della “cura degli affetti” è antico quanto la civiltà stessa, ed i tentativi empirici del “prendersi cura” della sofferenza emotiva e dei disturbi psichici sono parte integrante dei sistemi medici dell'antichità, sia occidentale che orientale.
Tentativi appunto empirici, spesso basati su norme generali di “igiene di vita” e strutturati secondo gli assiomi fondamentali dei sistemi valoriali delle diverse culture e civiltà di riferimento, oltre che sui principi derivanti dalle relative concettualizzazioni della psiche (che si potrebbero definire “prototeorie della mente”).
Anche se riflessioni di particolare interesse psicologico o psicopatologico sono presenti già nell'Epopea di Gilgamesh (in particolare, in merito al trauma emotivo), è con la cultura greca che inizia a strutturarsi una “riflessione operativa” articolata sulle modalità migliori per prendersi cura delle difficoltà emotive, in congiunzione con lo svilupparsi dei modelli filosofico-antropologici classici della malattia e della cura.
In una prima fase, le modalità di cura sono strettamente legate a istanze di tipo mitico-religioso. Il Sacro è il paradigma fondante della Physis, e quindi sia la patologia che la possibilità di risolverla vengono ricondotte, simbolicamente, a tale categoria. Si diffondono così in tutta la Grecia i templi di Esculapio, figlio di Apollo e Coronide e semidio tutelare della Medicina.
Nei grandi santuari di Pergamo e di Epidauro i sacerdoti di Esculapio accoglievano i malati-pellegrini, che avevano iniziato tempo prima il loro “viaggio”, fisico e simbolico, verso la guarigione. All'interno di un'atmosfera ieratica e ricca di simbolismi, il questuante veniva posto a dormire nel tempio, dove, attraverso i sogni notturni inviati da Esculapio o da Apollo, prendevano forma le indicazioni degli Dei finalizzate al recupero della salute.
Le interpretazioni dei sacerdoti permettevano quindi di ricondurre ad un livello operativo le istanze simboliche rappresentate nei contenuti onirici prodotti in tale contesto sacrale.
Dalle antiche istanze sacrali-taumaturgiche dei templi di Esculapio, le modalità di cura del disagio emotivo si iniziarono in seguito a declinare in direzione delle “rappresentazioni simboliche condivise” con l'affermarsi progressivo delle forme del Teatro Attico  e della Tragedia nella Grecia classica.
L'immersiva messa in scena collettiva, la rappresentazione "apersonale" di ruoli psicologici e figure relazionali universali e fortemente simboliche (in cui era possibile identificarsi, o proiettare importanti parti di sé), l'uso della maschera come punto di articolazione dell'asse persona/personaggio, l'imponenza e risonanza emotiva dell'apparato scenico, il ruolo attivo di "esplicitazione del simbolico" rappresentato dal Coro, erano tutti elementi che potevano spingere ad una forte compartecipazione dei vissuti affettivi e dei tematismi psicologici, in chiave rappresentativa ed elaborativa. 
La Tragedia greca, da questo punto di vista, permette l'elicitazione di dinamismi profondi dello psichismo umano, ed attraverso la loro rappresentazione simbolica condivisa li rende accessibile ed elaborabili per il singolo.

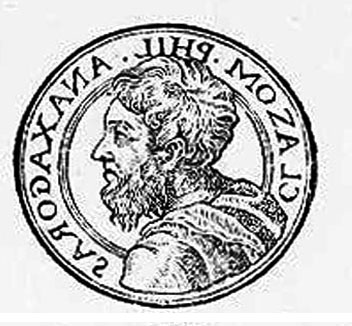
Anassagora

Un'ulteriore evoluzione del pensiero greco su queste tematiche si ha con Anassagora, che, per certi aspetti, propone una piccola "rivoluzione epistemologica" nell'agire terapeutico.
Il modello antropologico sotteso alla teorizzazione filosofica anassagorea non è più quella ieratica, di alcuni secoli prima, dei Templi di Esculapio; non è più nemmeno quella, simbolico-immersiva, del teatro attico: è il modello protorazionalista, dell'uomo che percepisce il reale tramite i sensi, e lo "ordina" con la logica. È il prototipo di uomo che vive ormai nell'età del Logos, e non più in quella del Mythos.
Ovviamente, al mutare del modello antropologico sottostante, mutano anche le indicazioni pratiche per operare la “presa in carico” della sofferenza psichica. La melete thanatou, la riflessione distaccata sulla morte, su basi razionali e consolatorie, prende il posto della sua rappresentazione teatrale o della sua elaborazione mitico-simbolica.
Non si "agisce una rappresentazione in un teatro", non si "condivide l'interpretazione dei significati di un sogno": si discute, didascalicamente, delle condizioni logiche per costituire un logos coerente sugli eventi umani.
Si tratta di una transizione epistemologica ed antropologica fondamentale, un mutamento di paradigma, che criterierà di sé tutte le successive evoluzioni della "cura psichica".
I Sofisti, Antifonte per primo, rappresenteranno la massima espressione di tale movimento logico-dialettico nella cura delle afflizioni emotive. Lo stesso Antifonte fonda a Corinto quello che si può forse definire come il primo "ambulatorio psicoterapico" della storia, in cui si effettua una "logoterapia", una cura con le parole. 

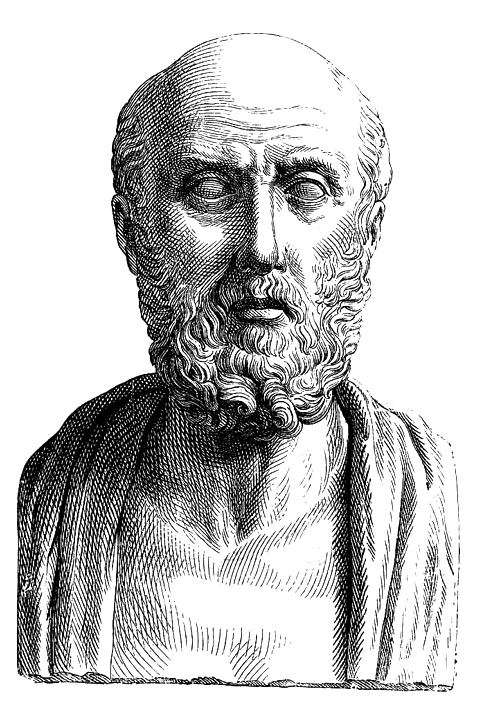
Ippocrate di Coo

È in questa matrice che nasce e si sviluppa la Medicina Ippocratica, prima vera scuola medica strutturata dell'antichità. I fondamenti di "igiene di vita" della medicina ippocratica, finalizzati a ristabilire l'equilibrio tra i quattro principi fondamentali (rappresentati dai quattro umori: sangue, flegma, bile gialla, bile nera), vengono contestuati in una rilevante interazione medico-paziente ed in un attento "studio del temperamento", in cui l'assetto "pedagogico" e dialogico assumono una centralità terapeutica, all'interno di un modello antropologico che salda psiche e soma.
In contrapposizione alle riflessioni Anassagoree o Ippocratiche, le tradizioni mediche più tarde (quali quelle Galeniane, o quelle derivanti dalla trattazione di Celso), dedicheranno meno attenzione a questa dimensione integrativa di cura dello psichico, assumendo verso la sofferenza mentale un atteggiamento che si potrebbe definire come in parte "riduzionista" (per Galeno si può agire sulla sofferenza psichica solo attraverso la cura degli organi somatici), in parte “etico-critico” (sulla scia Platoniana, per cui la sofferenza emotiva va affrontata e gestita in maniera direttiva ed assai "assertiva").
Il dialogo psicoterapeutico, in questo nuovo contesto, scivola in secondo piano, e vi rimarrà molto a lungo, fino a tempi recenti; in questo lungo interregno, delle passioni dell'anima si interessano invece maggiormente filosofi, poeti e, in seguito, teologi.

### Il Medioevo
Nel corso del Medioevo, la concettualizzazione della malattia mentale scivolò progressivamente verso la spiegazione di tipo religioso; al di là delle "deficienze costituzionali", il modello esplicativo prevalente delle sintomatologie psichiatriche era quello della possessione diabolica, il cui paradigma di cura era lo scongiuro o l'esorcismo. Per ampi periodi del medioevo, almeno in occidente, la malattia mentale e la sua "cura" rimasero quasi più di competenza della teologia che della medicina. Solo lentamente e con molto ritardo, dopo l'affermazione dell'umanesimo, le discipline medico-sanitarie inizieranno a riprendere in considerazione modelli etiopatogenetici e terapeutici di tipo "naturale" e non "soprannaturale".

### L'età moderna e contemporanea: lascoperta dell'Inconscio
La storia della scoperta dell'Inconscio, o, più precisamente, della concettualizzazione dell'esistenza e del rilievo funzionale di una struttura dello psichismo scarsamente accessibile all'autoriflessione consapevole, anticipa di molto la nascita della Psicoanalisi, che proprio intorno al costrutto di Inconscio articola la propria struttura teorica.

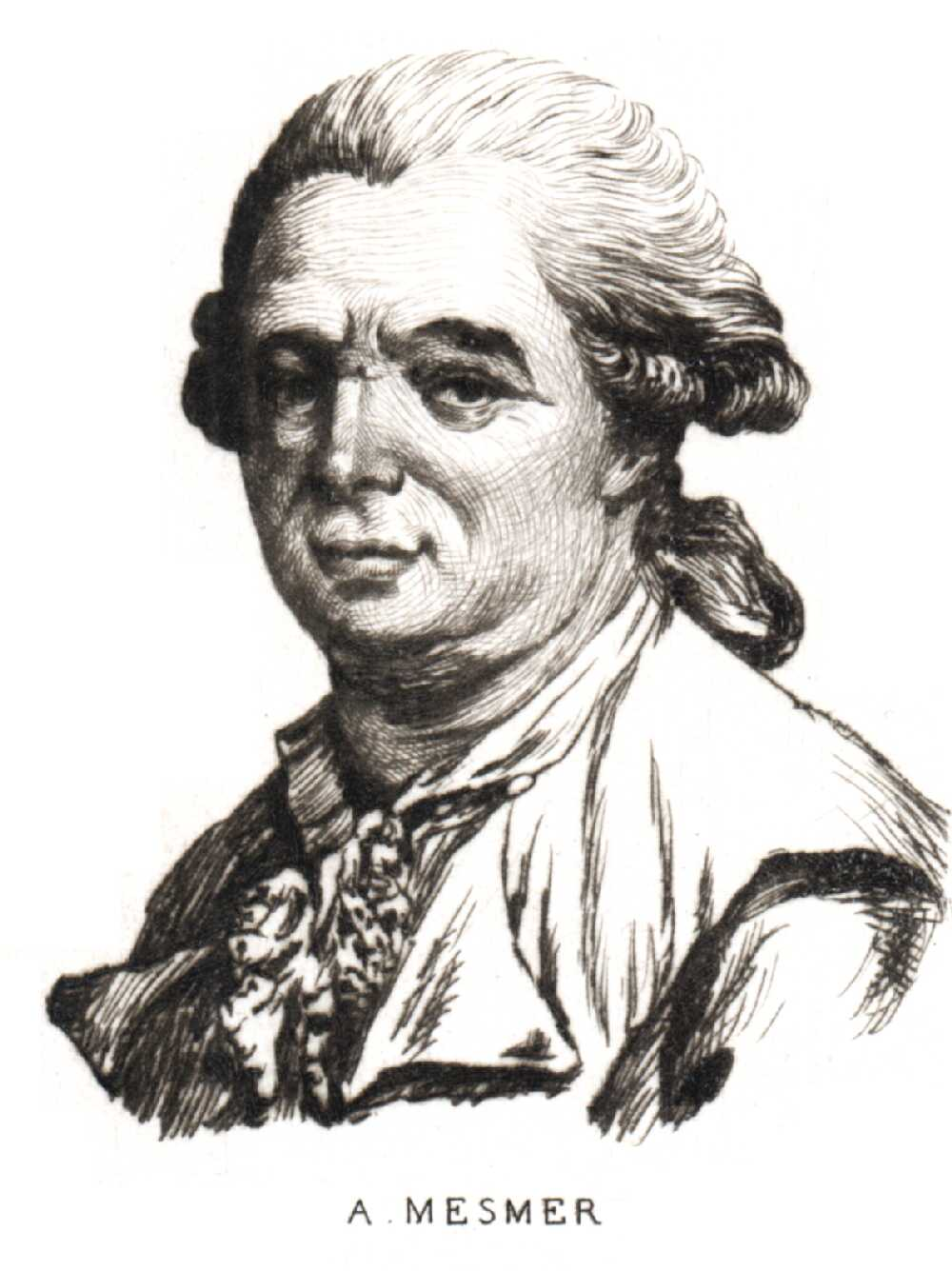
Franz Mesmer

Se una riflessione sui "precursori concettuali" dell'Inconscio si sviluppa fin dall'antichità, è però con l'età moderna e l'emergere delle prime teorie della mente che si pone la possibilità di concettualizzare l'esistenza di un'istanza inconscia.
Nel Settecento, proprio mentre l'Empirismo ed il Razionalismo sembravano raffinarsi nel nascente Illuminismo, forse per reazione si ponevano le basi dei primi “irrazionalismi” tipici della storia culturale e delle idee del primo ottocento: dai Romanticismi agli Intuizionismi.
In questo contesto, iniziano a concretizzarsi però degli irrazionalismi molto differenti rispetto a quelli dei secoli precedenti. Mentre in passato l'assetto irrazionalistico si rivestiva di tematismi religiosi, l'attenzione ed il riconoscimento della possibilità di studiare in maniera organica e strutturata anche gli aspetti “non logici” dello psichismo inizia ad emergere in corrispondenza dello scontro tra Gassner e Franz Anton Mesmer alla fine del Settecento.
Gassner (1727-1779), sacerdote e guaritore carismatico, si procurò grande fama con guarigioni ed esorcismi spettacolari, fortemente intrisi di religiosità popolare. Il suo conflitto con Mesmer (1734-1815), medico di ispirazione illuministica e propugnatore della teoria del "magnetismo animale", criteriò in parte la transizione paradigmatica tra modelli preilluministici e illuministici.
All'opera di Mesmer, ed alle sue teorizzazioni sul magnetismo animale ed il suo relativo “metodo di cura”, si possono far risalire due concetti fondamentali per il successivo sviluppo della psicoanalisi: la centralità del rapporto personale tra “magnetizzatore” e paziente, e l'uso delle crisi (sorta di abreazioni catartiche) come strumento di cura. Quest'ultimo punto, mediato anche da Gassner, rimase a lungo tra i principi della cura psichica nel corso dell'Ottocento, fino alla "teoria dell'Abreazione" di Joseph Breuer e Sigmund Freud.

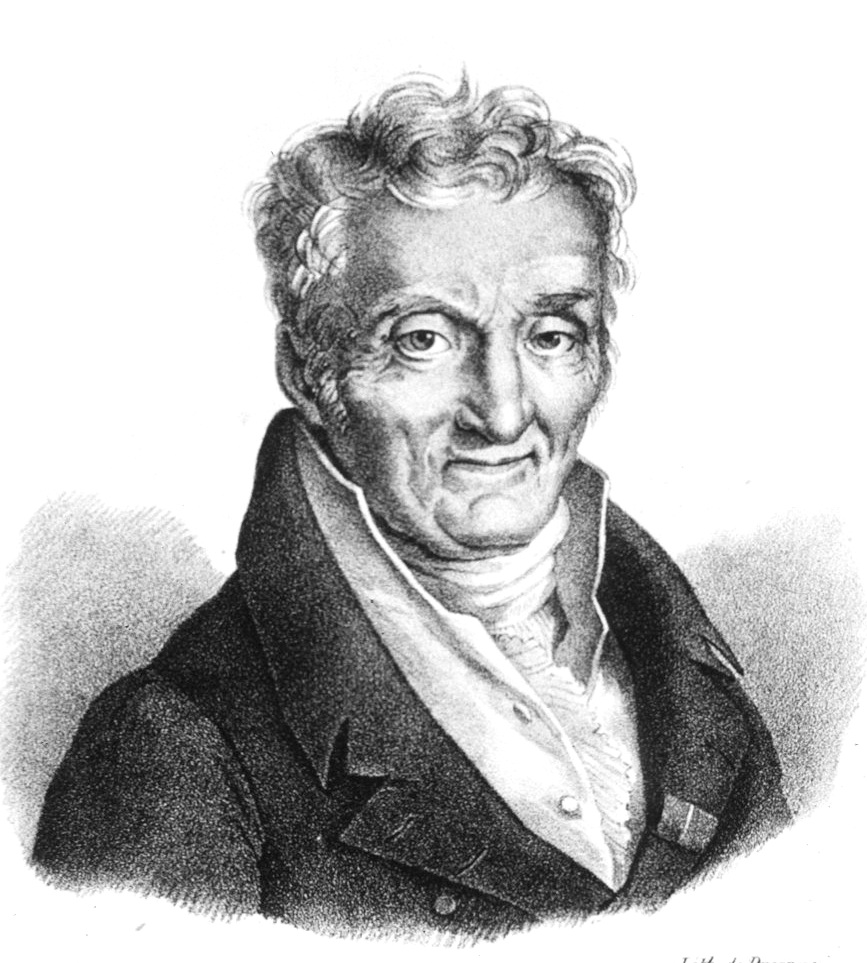
Philippe Pinel

Nello stesso periodo, iniziavano a diffondersi le prime forme della cosiddetta "terapia morale" (prevalentemente di tipo ergoterapico e di "incoraggiamento morale"), soprattutto sull'onda del lavoro di Philippe Pinel, che nel 1793, nominato responsabile della Salpêtrière, "tolse le catene" ai "minorati mentali" ricoverati in quello che era allora una sorta di ospedale-prigione, simile ai molti altri asylums che nel Settecento erano stati costituiti nelle principali città europee e americane per la custodia (ovvero la segregazione) dei pazienti psichiatrici.
La diffusione delle terapie morali di Pinel, che prevedevano il rifiuto del ricorso alla violenza per il controllo dei pazienti, l'avvio di programmi di riabilitazione ergoterapica e forme di socializzazione, iniziò a diffondere l'idea che della malattia mentale (anche grave) ci si potesse prendere cura con modalità molto diverse rispetto al passato e, spesso, con finalità curative e non solo di controllo sociale.

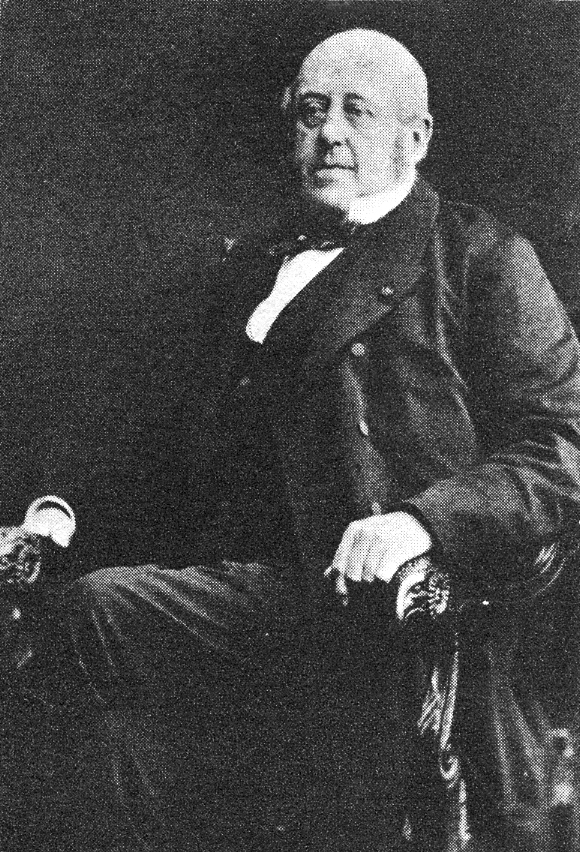
Esprit Blanche

In vari paesi europei (in Francia, in Inghilterra sotto l'influsso dei filantropi Quaccheri, in Italia sotto l'impulso della lezione di Vincenzo Chiarugi, etc.) iniziano così a diffondersi le prime "istituzioni pubbliche" e le prime "case di cura private" che si prendono cura del disagio psichico. Mentre nelle istituzioni manicomiali l'approccio Pineliano si afferma con difficoltà, e l'istanza del "controllo" rimane prevalente, varie forme di terapia morale si diffondono invece nelle "case di cura private", quali quella fondata nel 1821 da Esprit Blanche a Passy (Parigi). Si tratta di vere e proprie forme embrionali di psicoterapia, intesa sia come "cura integrata del disagio psichico", sia come forma di "logoterapia" (terapia tramite la parola).

### Le "Scuole" francesi: Bernheim, Charcot, Janet

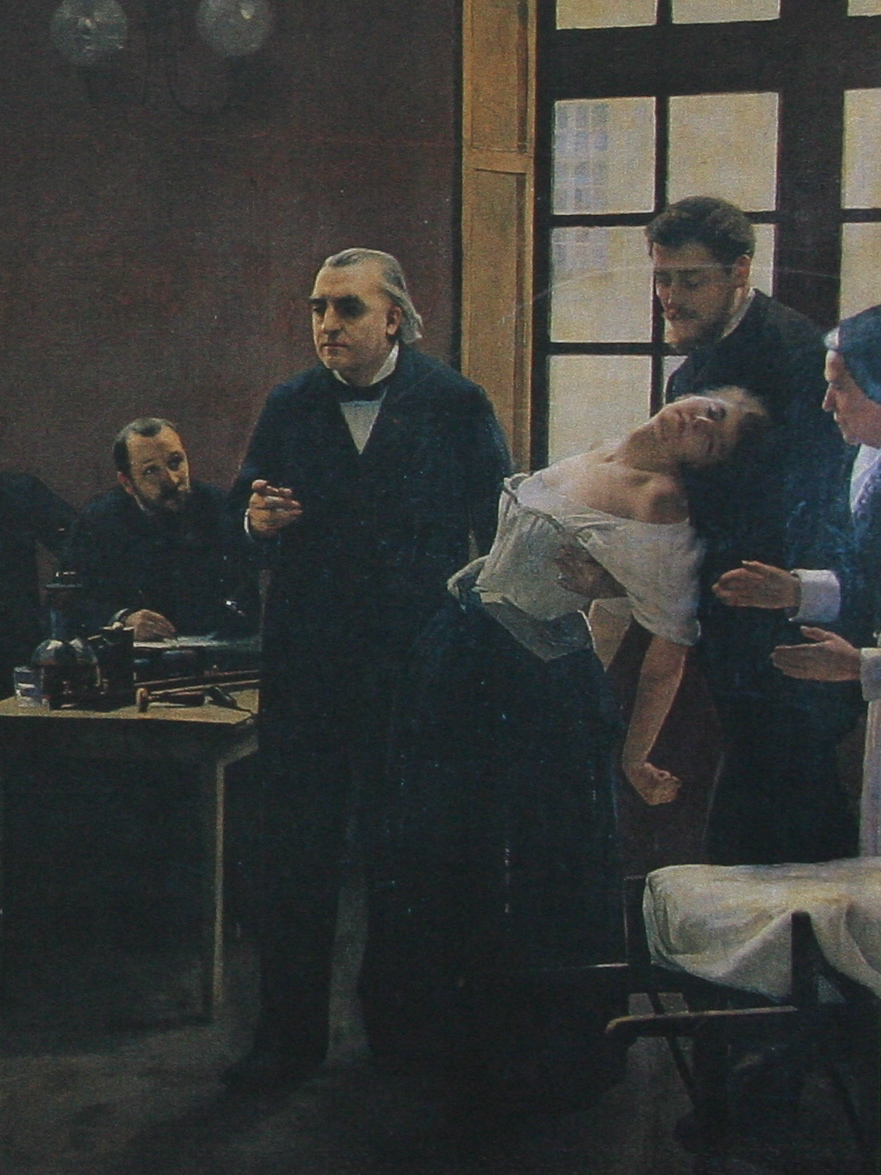
Charcot insegna alla Salpêtrière

Nella seconda metà dell'Ottocento, dopo le vicissitudini seguenti le scissioni nel campo dei Mesmeristi (con lo sviluppo della posizione eterodossa di Puysègur, allievo di Mesmer che fondò una propria scuola), gli studi sul "magnetismo" e l'Ipnosi (il termine usato da Braid) ripresero in ambito francese, presso la Scuola di Nancy e la Scuola di Parigi.
A Nancy, il medico Hippolyte Bernheim (1840-1919), estimatore di Lièbault, iniziò ad interessarsi del sonno ipnotico nel 1882, dopo aver constatato i risultati che Lièbault stesso riusciva ad ottenere in un'ampia serie di casistiche cliniche. In parallelo al lavoro che nello stesso periodo stava conducendo Jean-Martin Charcot alla Salpètriere di Parigi, Bernheim diffuse la conoscenza e l'uso delle metodiche ipnotistiche in ambito medico.
Nel 1884 Bernheim pubblicò il testo fondamentale della scuola di Nancy (De la suggestion hypnotique dans l'état de veille), che causò l'inizio della querelle con Jean-Martin Charcot ed i suoi allievi. Bernheim, infatti, definiva l'ipnosi come una sorta di “sonno” (o stato alterato di coscienza) prodotto dalla suggestione, che poteva anche avere implicazioni terapeutiche, ed a base più psicologica che neurologica. Charcot, al contrario, sosteneva che l'ipnosi fosse una condizione patologica molto differente dal sonno, che si poteva verificare solo in pazienti predisposti all'isteria, basata su processi neurologici e che non aveva particolari usi terapeutici.
Bernheim, progressivamente iniziò ad utilizzare sempre meno la metodica ipnotica, osservando come gli effetti che si ottenevano con l'ipnosi potevano essere ottenuti anche con una forma di suggestione diretta durante lo stato vigile. Quello di suggestione vigile divenne il costrutto fondamentale della teoresi Bernheimiana, e nelle fasi avanzate della sua carriera affermò esplicitamente: "Les phénomènes de suggestion ne sont pas fonction d'un état magnétique (voir Mesmer), ni d'un état Hypnotique (voir Braid), ni d'un sommeil provoqué (voir Liébault)".
Il procedimento di suggestione vigile iniziò quindi ad essere chiamato da Bernheim psicoterapia.
Questa linea di ricerca era destinata, in anni successivi, a saldarsi in parte con quella al contempo in via di articolazione da parte di Charcot alla Salpètriere. 
Charcot fu infatti il primo neurologo a riflettere sugli aspetti emotivi ed i significati psicologici di fenomeni di interesse tipicamente neurologico (quali le paralisi motorie), ipotizzando quindi che le sindromi isteriche ed i loro sintomi somatici fossero comprensibili ed inquadrabili in base alla comprensione delle esperienze affettive del paziente.
Il lavoro di Charcot venne portato avanti e maggiormente articolato dal suo brillante allievo Pierre Janet, che concettualizzò una compiuta teoria del trauma e del suo effetto dissociativo sui processi del funzionamento neuropsichico normale (articolato su più "livelli" strutturali e funzionali). Janet fu forse il primo autore a concettualizzare organicamente l'ipotesi per cui la sintomatologia psicopatologica, derivante da un evento traumatico, potesse essere considerata un'espressione simbolica delle memorie traumatiche stesse, che venivano "dissociate" a livello subconscio.

### Gli esordi della psicoterapia psicoanalitica
È proprio alla Salpètriere che il giovane Sigmund Freud, giuntovi da Vienna con una borsa di studio nel 1885, seguì per un breve periodo le lezioni di Charcot (che lo colpirono profondamente), ed apprese l'utilizzo delle tecniche ipnotiche e suggestive; tecniche ed approcci che, una volta tornato a Vienna, iniziò a sperimentare nel trattamento dei suoi primi pazienti assieme all'amico e mentore Joseph Breuer.
Molti degli stimoli raccolti nel viaggio francese si riveleranno fecondi per le prime concettualizzazioni freudiane in merito all'esistenza ed ai principi di funzionamento di un livello psichico scarsamente accessibile alla coscienza, ma che non di meno riveste un ruolo fondamentale nell'articolazione della vita psichica individuale.
Freud e Breuer, in particolare, ripresero il concetto di isteria traumatica di Charcot (per cui un trauma può causare nel paziente uno stato di coscienza dissociativo, simile a quello ipnotico, che può a sua volta facilitare l'insorgere di fenomeni suggestivi), e lo estesero all'isteria in generale, ipotizzando che i sintomi isterici (e, per estensione, la maggior parte dei sintomi nevrotici), fossero provocati dal riemergere nell'inconscio di un evento traumatico; evento al quale erano rimasti legati degli affetti che non avevano potuto "scaricarsi", e che restavano quindi cristallizzati nello psichismo individuale, causando conseguenze negative.
Fu a partire da queste basi, prima con la Comunicazione Preliminare e poi con gli Studi sull'Isteria, che prese avvio la trattazione teorica del concetto di inconscio nella psicoanalisi, con tutti i suoi complessi sviluppi successivi (riprendendo anche – implicitamente - stimoli e suggestioni giunti dalla tradizione di riflessione filosofica sette-ottocentesca sull'Inconscio: Hartmann, Wolff, Schelling, Schopenhauer, Emerson, etc.; e, in merito ad alcuni assunti, anche dagli stimoli dei sessuologi dell'epoca: Krafft-Ebing, Albert Moll, Havelock Ellis).
Tra la fine dell'Ottocento e l'inizio del Novecento, dopo la separazione da Breuer, Freud articolò in maniera sempre più compiuta una possibile teoria del ruolo dell'Inconscio nei processi psichici individuali all'interno di una più ampia teoria della mente: un percorso iniziato con il Progetto di una psicologia (1895), incardinatosi sul testo fondamentale L'interpretazione dei sogni (1899), e sviluppatosi poi negli anni seguenti con la Psicopatologia della vita quotidiana (1901), i Tre saggi sulla teoria sessuale (1905), la nascita dei primi circoli psicoanalitici, ecc.

### La nascita dei diversi approcci psicoterapeutici
Nel corso del primo Novecento, oltre all'avvio dello sviluppo e dell'articolazione teorica del modello psicoanalitico, attraverso tutte le sue complesse evoluzioni a livello sia di pratica clinica che di metapsicologia (per una sintesi, si veda Storia della psicoanalisi), iniziano a svilupparsi al contempo diversi altri paradigmi psicoterapeutici, basati su differenti teorie della mente.
Il motivo della fattiva coesistenza di diversi approcci psicoterapeutici deriva in primo luogo dalla coesistenza dei differenti paradigmi psicologici sottostanti, spesso con diversi presupposti epistemologici e metateorici.
Ad ogni "teoria del funzionamento psichico normale" (ovvero, l'oggetto delle "psicologie" di diverso orientamento teorico) corrisponde infatti una relativa "teoria del funzionamento psichico patologico" (oggetto della corrispondente Psicopatologia); ad ognuna di queste ultime, corrispondono dei diversi e congruenti modelli di "terapia", che saranno quindi epistemologicamente coerenti con la "teoria del funzionamento psichico normale" da cui originano.
Se la Psicoanalisi e le psicoterapie da essa derivate rappresentano una forma di psicoterapia coerente con un paradigma psicodinamico, ad altri tipi di paradigma psicologico (come quelli cognitivisti o comportamentisti) corrisponderanno dunque altri tipi di approcci psicoterapeutici, che saranno modellati secondo gli assunti di base della loro relativa teoria psicologica di origine. Al Comportamentismo corrisponderà così la Terapia comportamentale, mentre al Cognitivismo corrisponderà la Terapia cognitiva, e così via.
Nel corso del Novecento, al fiorire delle diverse scuole psicologiche corrispose, soprattutto a partire dalla seconda metà del secolo, una notevole articolazione di relativi modelli psicoterapeutici.

### Il Primo Novecento
Nel corso del primo Novecento, la pratica della psicoterapia inizia a strutturarsi ed a diffondersi a livello internazionale.
In Europa, l'approccio psicoanalitico acquisisce lo status di paradigma psicoterapeutico grazie all'opera di Sigmund Freud e di tutto il primo movimento psicoanalitico. La comunità scientifica psichiatrica dell'epoca valuta la psicoanalisi in maniera diversificata; presso alcune cattedre e cliniche universitarie viene salutata come un'importante innovazione, presso altre viene rifiutata o criticata. Non di meno, la diffusione della pratica psicoanalitica gioca un ruolo fondamentale, nei primi tre decenni del secolo, nell'affermazione dell'utilità ed importanza delle  "terapie basate sulla parola" all'interno della psichiatria clinica, facendo evolvere la spesso generica "terapia morale" Sette-Ottocentesca in una prassi strutturata, basata su un insieme di regole condivise dai suoi praticanti, e derivante da una ben specifica metapsicologia. Anche nelle cliniche psichiatriche dove non viene ben considerata, alcuni dei suoi concetti ed aspetti operativi iniziano a filtrare gradualmente nella pratica clinica.

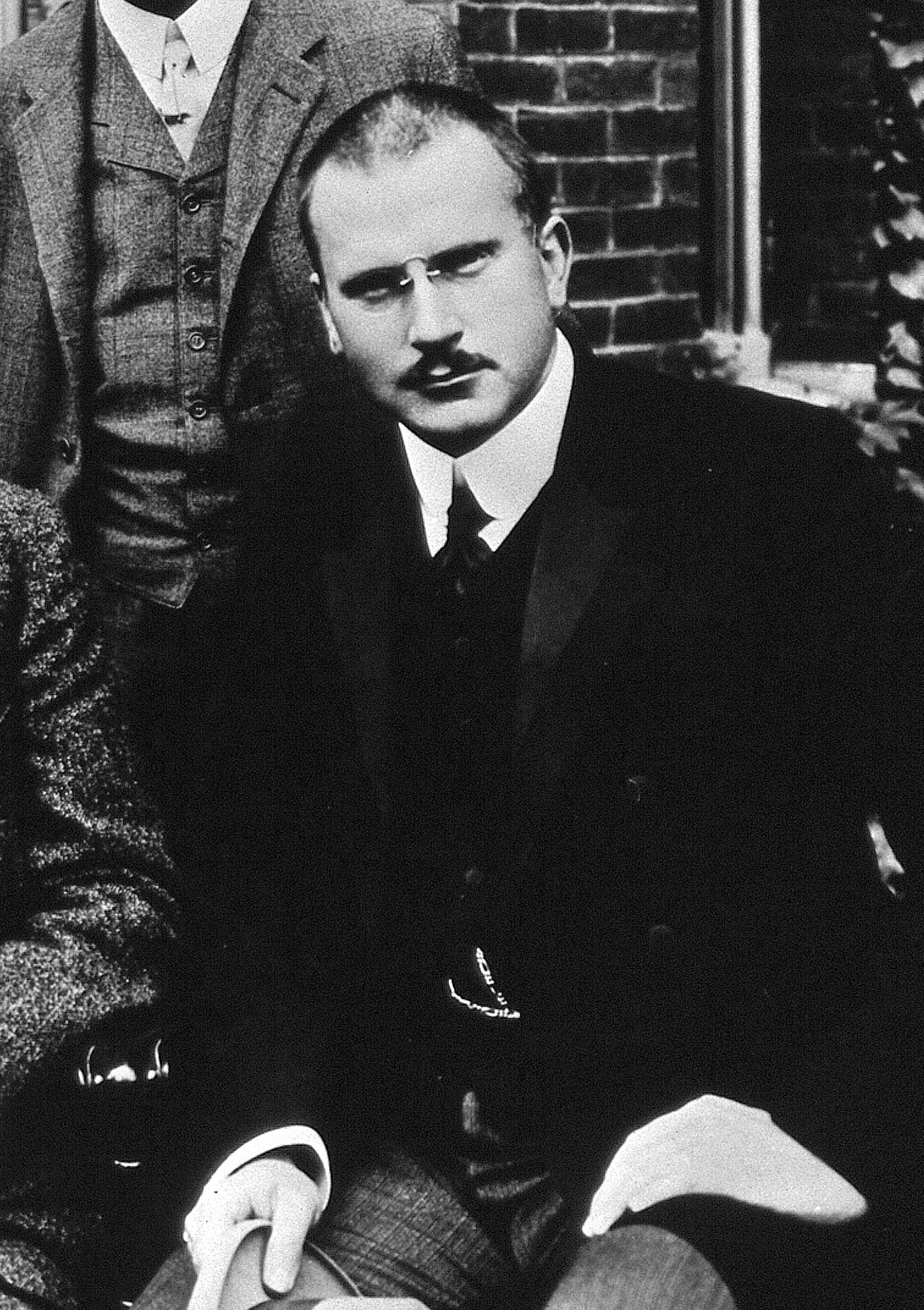
Carl Gustav Jung

La pratica della psicoterapia rimase però prevalentemente nell'ambito scientifico-professionale psichiatrico; all'epoca gli psicologi erano maggiormente focalizzati sulla ricerca sperimentale e la costruzione di strumenti di valutazione, educativi o psicotecnici.
All'inizio degli anni '10, si crearono nel movimento psicoanalitico le due prime grandi scissioni: quella di Adler (1911) e quella di Jung (1913). Ciascuno dei due, in seguito a marcati dissidi teorici con Sigmund Freud, fuoriuscì dal movimento psicoanalitico, per fondare una propria scuola psicoterapeutica dinamicamente orientata.
Alfred Adler fondò la Psicologia individuale, i cui metodi terapeutici anticiparono, per certi aspetti, alcuni spunti delle future psicoterapie cognitiviste degli anni '60; Carl Gustav Jung sviluppò un complesso sistema psicologico da cui derivò una forma di psicoterapia alternativa alla psicoanalisi classica (la Psicologia analitica).
Nel corso della prima guerra mondiale, gli psichiatri militari dei vari schieramenti si trovarono nella necessità di dover improvvisare forme di "terapia rapida" per trattare in poco tempo i militari traumatizzati, che dovevano essere rimessi in condizione di tornare rapidamente al fronte. In base all'esperienza accumulata da alcuni di questi pionieri (tra cui i britannici William Rivers e Charles Myers, lo statunitense Thomas Salmon, il francese Jean Lhermitte), furono sviluppati in ambito militare i primi modelli di "terapia breve" focalizzata sui sintomi (lontanissimi precursori delle terapie brevi di ambito cognitivo-comportamentale).
Negli Stati Uniti, al contempo, si iniziava a costituire un movimento di psicologia clinica, a partire dalla fondazione della Clinica Psicologica dell'Università della Pennsylvania, ad opera di Lightner Witmer (1896). Con il progressivo affermarsi dell'approccio comportamentista, ad opera di autori come John Watson e Burrhus Skinner, a partire dagli anni '30 iniziarono ad essere poste le condizioni per l'avvio di pratiche psicoterapeutiche fondate su assunti differenti rispetto a quelli psicoanalitici, quali appunto quelli comportamentisti.
Al contempo, diversi terapeuti iniziano a sperimentare nuove forme di intervento clinico: dall'intervento di gruppo, sperimentato da Lazelle, Burrow e Slavson intorno agli anni '20, alle forme di psicoterapia "espressiva", quale lo Psicodramma di Jacob Levi Moreno, fino agli interventi itineranti di George Kelly (anni '30).
Con la seconda guerra mondiale i modelli di "intervento breve" focalizzato sui sintomi, sviluppati molto embrionalmente durante la prima guerra mondiale, vennero ripresi ed ampliati ancora una volta dagli psichiatri militari.

### Il Secondo Novecento
Anche se con gli anni '50 iniziarono ad essere disponibili i primi psicofarmaci, la diffusione della psicoterapia in tutto il mondo continuò a crescere sempre più. Questo processo era dovuto a vari fattori, che si incrociarono e sommarono proprio durante quel decennio, soprattutto negli Stati Uniti:
- La popolarità della psicoanalisi (nella versione della Psicologia dell'Io negli Stati Uniti);
- La crescita del movimento comportamentista, che sotto la guida di Burrhus Skinner si proponeva sempre di più come paradigma alternativo a quello psicoanalitico anche nella psicoterapia (attraverso lo sviluppo di specifiche tecniche di condizionamento/decondizionamento, che rappresentarono il primo comportamentismo clinico).
- Il notevole incremento del numero degli psicologi professionisti, reso possibile e stimolato dagli ingenti finanziamenti governativi statunitensi durante la seconda guerra mondiale, e la crescente popolarità della psicologia presso il grande pubblico.
- L'estensione del campo professionale degli psicologi, che passarono dal classico lavoro di laboratorio o di valutazione ad una progressiva focalizzazione sui temi della psicologia clinica (focalizzazione che accompagnò la transizione di molti temi clinici e psicopatologici dall'esclusiva competenza psichiatrica a quella psicologica, con una espansione sempre crescente negli anni successivi).
- La nascita e lo sviluppo di nuovi approcci clinici basati sulla "cura della parola", quali gli approcci umanistico-esistenziali di Carl Rogers, Rollo May e Abraham Maslow (la cosiddetta Terza Forza, che si poneva come "terza possibilità" tra la psicoanalisi ed il Comportamentismo). Ad essi si ricollega in parte anche la psicoanalisi secondo l'approccio "esistenziale" di Erich Fromm.

Con alcuni spunti in analogia a quest'ultimo approccio "umanistico", a partire dagli anni '50 si articolano due importanti scuole psicoterapeutiche: la Psicoterapia della Gestalt di Fritz Perls (che ha però pochi rapporti con la Gestalt Theory originaria, di impronta più sperimentalista e percettologica), e la Logoterapia (o Analisi Esistenziale) di Viktor Frankl.
Sempre in quegli anni, negli Stati Uniti nasce l'approccio dell'Analisi bioenergetica di Alexander Lowen (un allievo del discusso Wilhelm Reich), e si inizia ad articolare la Psicologia transpersonale, che unisce alcune istanze della Psicosintesi (derivata a sua volta dalla psicoanalisi) con quelle della Psicologia esistenziale. Tali movimenti  vedranno facilitato il loro sviluppo anche dal clima culturale di quegli anni, legato ai temi della contestazione e dello sviluppo delle dimensioni più esperienziali e alternative; in anni recenti, hanno invece registrato un certo declino.
Con la fine degli anni '50 e l'inizio degli anni '60, in parallelo alla nascita ed allo sviluppo del paradigma cognitivista (destinato nel giro di vent'anni ad integrare e superare quello Comportamentista), una nuova modalità psicoterapeutica inizia a prendere forma: la Terapia cognitiva.
Attraverso i contributi di Albert Ellis, con la sua Rational-Emotive Behavior Therapy (REBT), e di Aaron Beck, che proprio in quella stessa Università della Pennsylvania in cui Lightner Witmer aveva fondato la prima Clinica Psicologica pose le basi per la terapia cognitiva classica, il cognitivismo da paradigma psicologico diviene anche paradigma psicoterapeutico. Nel corso degli anni '70 il cognitivismo clinico si fonde con il neocomportamentismo (la revisione della Terapia comportamentale ad opera, principalmente, di Joseph Wolpe), originando la psicoterapia cognitivo-comportamentale, che, assieme alle psicoterapie psicodinamiche, rappresenta uno dei due principali paradigmi di riferimento dei numerosi approcci terapeutici attualmente esistenti.
Sempre a partire dagli anni '60 e '70 iniziano a diffondersi le varie forme di terapia di gruppo, sia in ambito cognitivo (gruppi di auto-aiuto, o gruppi tematici), sia in ambito psicodinamico (Gruppoanalisi).
A latere dalle due scuole principali (cognitivo-comportamentale e psicodinamica) si situano invece i due paradigmi della Terapia Sistemica e del Costruttivismo, che originano da differenti matrici concettuali ed epistemologiche.
- La Terapia Sistemica, o Terapia Sistemico-relazionale, è fortemente influenzata dalla Teoria dei sistemi, dalla Cibernetica e dalla Pragmatica della comunicazione. Nei modelli sistemici, applicati in particolar modo alle dinamiche famigliari, il focus d'intervento è rappresentato dal "gruppo-famiglia" nella sua totalità: il "problema" non viene ascritto al singolo membro della famiglia che manifesta le eventuali difficoltà patologiche (il cosiddetto membro designato), ma all'intero sistema di interazioni interne al nucleo famigliare. Il lavoro si focalizza quindi sugli assetti funzionali e strutturali delle (spesso disfunzionali) dinamiche comunicative e relazionali interne all'unità di lavoro (gruppo o famiglia). Uno dei principali sviluppi teorico-clinici della Terapia familiare ad indirizzo sistemico ebbe luogo proprio in Italia, dove tra gli anni '70 ed '80 si articolò il cosiddetto "Milan Approach".
- Il Costruttivismo, derivato dal lavoro pionieristico di George Kelly sulla struttura ed il funzionamento del sistema dei Costrutti Personali (PCP - Personal Construct Psychology), riprende e tematizza in ottica psicoterapeutica alcune delle istanze della fenomenologia Husserliana, della seconda cibernetica di Heinz von Foerster e delle Psicologie del Significato vicine alla tradizione Logoterapica di Viktor Frankl ed all'ermeneutica di Hans-Georg Gadamer. Nella psicoterapia costruttivista il focus clinico è sulla rielaborazione dei significati soggettivi con cui il singolo costruisce la sua esperienza del mondo, ed attraverso cui "filtra" il senso degli eventi che gli succedono. Anche se il Costruttivismo è stato spesso avvicinato indebitamente al Cognitivismo clinico di seconda generazione, Kelly sottolineava spesso le profonde differenze epistemologiche tra il Costruttivismo ed il Cognitivismo, asserendo che la Teoria dei Costrutti Personali non era strutturalmente assimilabile ai modelli cognitivisti della personalità.

Per quanto riguarda le psicoterapie psicodinamiche, dagli anni '70 in poi si è registrato un notevole rinnovamento dei modelli teorico-clinici di riferimento, che dagli originali modelli pulsionalisti e della Psicologia dell'Io è andata evolvendosi ed articolandosi. A livello teorico, si sono progressivamente affermati i modelli relazionali ed intersoggettivi; a livello clinico, si è notevolmente esteso l'ambito applicativo delle terapie psicodinamicamente orientate, che dalle aree "classiche" di intervento si sono allargate anche al trattamento delle psicosi e dei disturbi di personalità, ed hanno sperimentato nuove forme applicative (interventi di gruppo, terapie a breve termine, etc.).

### Tendenze attuali
A partire dagli anni '80, tre trend hanno iniziato a caratterizzare la scena internazionale della psicoterapia.
- La crescente integrazione, nell'ambito della psichiatria clinica, tra psicoterapia e intervento psicofarmacologico (che in molte situazioni si rivela più efficace della sola psicoterapia o del solo intervento farmacologico).
- Una certa tendenza all'eclettismo teorico-clinico, con un criterio pragmatico, con il quale nella pratica clinica vengono fattivamente integrate diverse tecniche di intervento tratte da differenti modelli teorici. Il tema è in realtà assai discusso. A favore dell'integrazione dei modelli, depone il fatto che diverse ricerche hanno evidenziato come i fattori aspecifici siano spesso più rilevanti di quelli "teorico-tecnici" specifici dei diversi approcci; inoltre, certe tecniche "importate" possono essere d'aiuto nell'integrare le tecniche tipiche di un certo approccio nella gestione di un particolare problema, o in una data fase della terapia. Le voci sollevate contro l'integrazione tendono invece a sottolineare il frequente rischio di eclettismo confuso ed affastellatorio, in cui tecniche derivate da modelli e paradigmi teorici profondamente diversi (e per certi aspetti poco compatibili) vengono semplicemente giustapposte l'una all'altra, con esiti spesso problematici ed una scarsa lucidità teorica di fondo.
- Lo sviluppo di un forte movimento di ricerca empirica sulla psicoterapia, che, attraverso l'applicazione di metodi di ricerca adattati dalla pratica sperimentale, cerca di studiare i risultati e/o i processi che caratterizzano la pratica psicoterapeutica, nei diversi approcci e davanti alle diverse psicopatologie (processes/outcomes research).

Queste dinamiche in atto nel mondo della psicoterapia sono finalizzate al continuo miglioramento degli standard di cura del disagio psichico; la storia della psicoterapia insegna che ogni modello teorico è in realtà in continua evoluzione, per adattarsi sempre di più alle esigenze dei pazienti ed ai disagi della società.